# Niall Farrell
Niall Dean Farrell (Birmingham) es un deportista británico que compite por Inglaterra en boxeo. Ganó una medalla de plata en el Campeonato Europeo de Boxeo Aficionado de 2017, en el peso mosca.

## Palmarés internacional
| Representando a Inglaterra |                  |                  |           |
| Campeonato Europeo         |                  |                  |           |
| Año                        | Lugar            | Medalla          | Categoría |
| 2017                       | Járkov (Ucrania) | Medalla de plata | 52 kg     |